# La burla del diablo
La burla del diablo (título original inglés: Beat the Devil) es una película británica, rodada en Italia, dirigida en 1953 por John Huston y protagonizada por Humphrey Bogart. El guion fue escrito por Huston y Truman Capote, y está libremente basado en la novela Beat the Devil del británico Claud Cockburn, quien la publicó con el seudónimo de James Helvick. Es considerada una parodia burlesca del temprano clásico de Huston El halcón maltés y de otras películas del género.
El guion, que iba siendo escrito a medida que se iba rodando la película, narra las aventuras de un pintoresco grupo de estafadores y vagos que planean apoderarse de unos terrenos ricos en uranio situados en Kenia. Los protagonistas aguardan en un pequeño puerto italiano  esperando embarcarse en un buque rumbo a Mombasa. El reparto incluye a numerosas estrellas, como Humphrey Bogart, Jennifer Jones, Gina Lollobrigida, Robert Morley (haciendo el papel que Sydney Greenstreet hubiera interpretado de seguir en activo), Peter Lorre y Bernard Lee (que más tarde conseguiría fama mundial por sus apariciones como "M" en las películas de James Bond). También el español Juan de Landa aparece en los créditos con un pequeño papel.
Esta obra de Huston no es fácil de encajar en ningún género concreto: ha sido clasificada como "thriller," "comedia", "drama", "cine negro" o "de amor". Por encima de todo, se trata de una parodia de las películas de cine negro, de las que el propio Huston había sido pionero, como El Halcón Maltés. 
La película no fue bien recibida por la crítica, aunque fue premiada por el National Board of Review of Motion Pictures. 
La burla del diablo es de dominio público por no haberse renovado sus derechos de autor, así que puede distribuirse libremente. 